# Adenoncos virens
Adenoncos virens är en orkidéart som beskrevs av Carl Ludwig von Blume. Adenoncos virens ingår i släktet Adenoncos och familjen orkidéer. Inga underarter finns listade i Catalogue of Life.